# بورنایشن
بورنایشن (به آلمانی: Börnichen/Erzgeb.) یک شهر در آلمان است که در زاکسن واقع شده‌است. بورنایشن ۱٬۰۹۴ نفر جمعیت دارد.